# Bob Hoskins
Robert William Hoskins (26 tháng 10 năm 1942 – 29 tháng 4 năm 2014) là một diễn viên người Anh. Sự nghiệp của ông gồm các vai chính trong các phim Pennies from Heaven (1978), The Long Good Friday (1980), Mona Lisa (1986), Who Framed Roger Rabbit (1988), Mermaids (1990), và Super Mario Bros. (1993), và các vai phụ trong các phim Brazil (1985), Hook (1991), Nixon (1995), Enemy at the Gates (2001), Mrs. Henderson Presents (2005), A Christmas Carol (2009), Made in Dagenham (2010), và Snow White and the Huntsman (2012). Hoskin cũng đã đạo diễn 2 phim.
Hoskins đã nhận giải nam chính xuất sắc nhất tại Liên hoan phim Cannes, giải BAFTA cho nam diễn viên chính xuất sắc nhất và Giải Quả cầu vàng cho nam diễn viên phim chính kịch xuất sắc nhất cho vai diễn trong phim Mona Lisa. Ông cũng có một đề cử cho giải Oscar cho nam diễn viên chính xuất sắc nhất cho cùng vai diễn trên. Trong năm 2009, Hoskins đã giành được giải Emmy Quốc tế cho diễn viên nam chính xuất sắc nhất trong vở kịch của BBC One The Street. Năm 2012, Hoskins ngừng diễn do bị bệnh Parkinson
Ông chết vì viêm phổi vào ngày 29 tháng 4 năm 2014, ở tuổi 71.